# Стенжицька земля

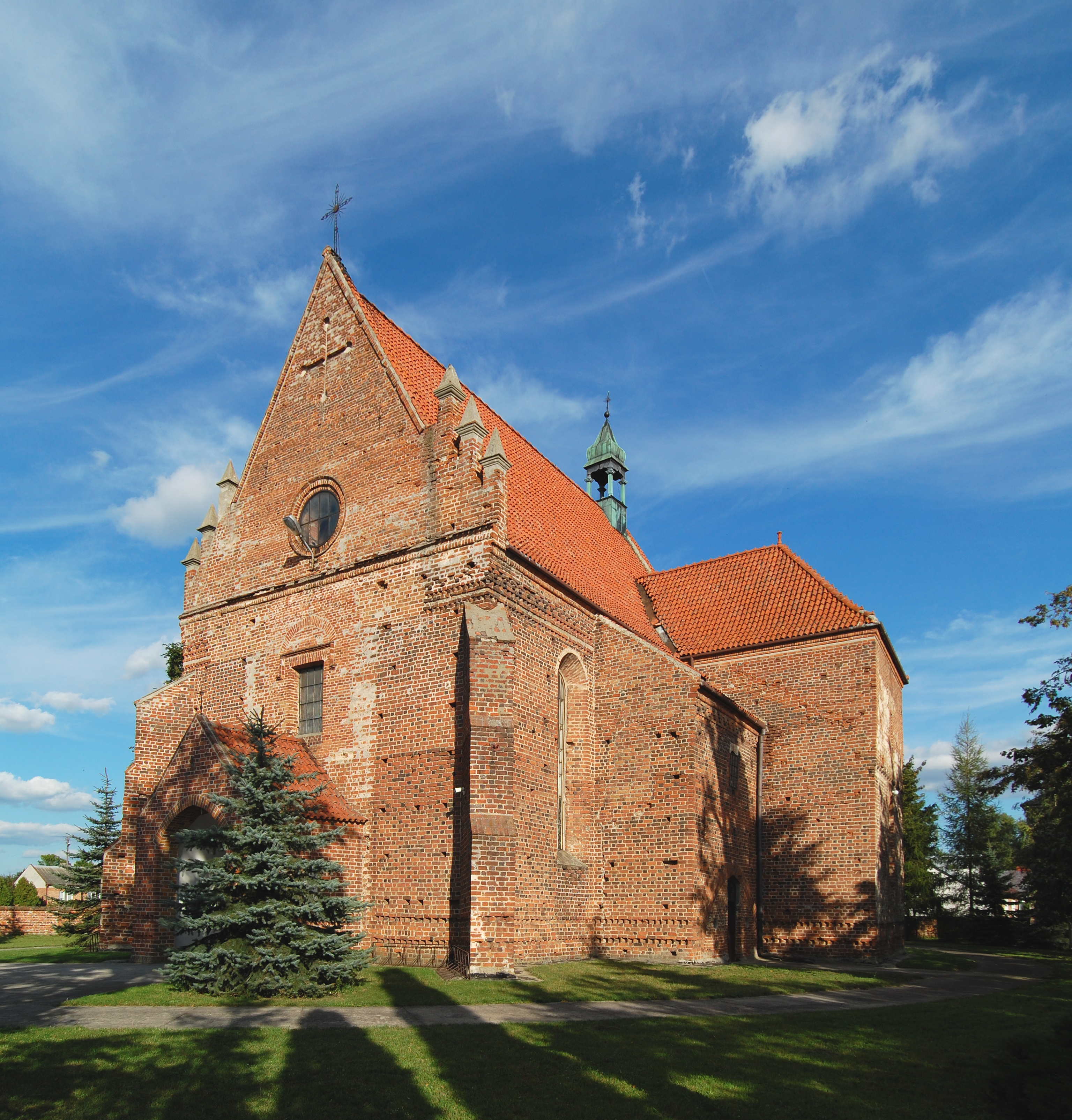
Костел св. Маціна в Стежиці

Стенжицька земля або  Стежицька земля (пол. Ziemia stężycka) — адміністративна одиниця, т.з. земля, Королівства Польського (1385—1569), а пізніше Корони Польської в Речі Посполитій. Край складався з одного повіту, і мав центр у місті Стежица, на честь якого й отримав назву. До кінця 16 століття цю територію називали землею або повітом. Від початку 17 століття і кінця 19 століття її зазвичай називали, особливо в офіційних джерелах, Стежицькою землею. Перебувало у складі Сандомирського воєводства Малопольської провінції. Належало до регіону Малопольща. 

## Історія
До виникнення Польського королівства, з 10 століття до 13 століття терени Стежицької землі належали до Сєцехувського каштеляну в межах Сандомирського князівства. Через занепад Сецехува як великого міського центру через зміну течії річки Вісли, починаючи з 14 століття його торгові та адміністративні функції поступово перебрала Стежица. У 1397 році з правобережної частини Сєцехувського каштеляну було створено Стежицький повіт. Це була територія, здебільшого вкрита пралісами, з невеликою кількістю поселень, зосереджених уздовж долин річок Вісла, Вепр та Ошейка.
За правління короля Володислава Яґайла ця земля увійшла до складу Радомської землі. У 15 столітті відбулось значне збільшення поселень, густі ліси почали вирубувати та замінювати орними землями. Від початку 17 століття до кінця Першої Речі Посполитої в офіційних джерелах (конституції, сеймових постановах) вона іменується як Стежицька Земля та «terra Stenzicensis». Спочатку була частиною Сандомирського воєводства, а як окрема адміністративна одиниця виникла під час утворення Речі Посполитої 1568 року. 
На півдні та сході вона межувала з Люблінським воєводством, на півночі з Мазовією — з Черською землею, а на заході межа проходила по річці Вісла. Стежиця була резиденцією старости та земельного суду.
Кордони Стежицької Землі проходили на півдні по течії річки Вепр, на сході край межував з Луківською землею, на півночі з Черською землею (Мазовія), а на заході кордоном була річка Вісла, яка тоді пролягала по-іншому, залишивши на правому березі кілька сіл біля Сєцехува та Козениці, а також охоплювала територію навколо тодішнього міста Ґоломб аж до території сучасних Пулав. Стежицька Земля мала повітового старосту та земський суд (один із трьох у всьому воєводстві). 1793 року землю було включено до складу Люблінської губернії.
У 17 столітті площа Стежицької землі становила 1780 квадратних кілометрів, на якій було дев’ять міст: Стежица, Желехів, Ласкажів, Бобровники, Окшея, Адамів, Лисобики, Войцешків і Мацейовичі, а також Дражґов, Кохув, Рики
Стенжицька земля охоплювала територію теперішнього Рицького повіту, південну частину Гарволінського повіту та південно-західну частину Луківського повіту.
Тогочасні міста (сучасні жирним шрифтом): Стенжица, Адамів, Бобровники, Дронжгув, Кохов, Ласкажев, Лисобики, Мацейовіце, Рики, Желехув, Гончице, Приточно, Новодвор, Войцешкув і Голоб. Демблін отримав статус міста 1954 року і наразі є найбільшим поселенням регіону.